# Саратов (локомотивное депо)
Локомотивное депо Саратов — предприятие железнодорожного транспорта в городе Саратове, принадлежит к Приволжской железной дороге. Депо занимается ремонтом и эксплуатацией тягового подвижного состава.
У проходной депо расположена платформа Локомотивное депо.

## История депо
Депо было создано при постройке Тамбово-Саратовской железной дороги в 1871 году. Первоначально веерное здание депо было выполнено из дерева и было расположено на другом месте, в южной горловине станции Саратов-2. Довольно быстро здание было уничтожено опустошительным пожаром, уберечься от которого не удалось, ведь паровозы ставились на промывку в горячем виде. После пожара здание депо строили из кирпича на его нынешнем месте, туда же был перенесён поворотный круг. Вплотную к депо расположены были паровозоремонтные мастерские Рязано-Уральской дороги (ныне Саратовский завод энергетического машиностроения). Веерное депо имело 36 ремонтных стойл.
Депо ремонтировало паровозы маломощных серий, которыми располагала на тот момент Рязано-Уральская железная дорога (Тамбово-Саратовская железная дорога вошла в её состав в 1891 году). Первоначально парк составлял всего 12 паровозов. Затем, в конце XIX века начали поступать паровозы серии О построенные на Коломенском заводе, а в первое десятилетие XX века паровозы серий Щ Харьковского завода имени Малышева, Э Луганского завода, У Путиловского завода, М.
22 апреля 1960 года депо получило первый тепловоз (ТЭ3-375) и начало переход на тепловозную тягу. 15 мая 1961 года депо было переименовано из паровозного в локомотивное.
В связи с электрификацией в 1968 году Саратовского узла на постоянном токе под пригородное движение поступили электросекции СР3. Обслуживать их в веерном депо было очень трудно, приходилось расцеплять и ставить на канаву по одному вагону.
Внедрение на железнодорожном транспорте микропроцессорной техники заставило в 1991 году создать в депо электронный цех. Силами депо производились модернизации локомотивов. На тепловозы ТЭП60 и электровозы ЧС4 и ЧС4Т устанавливались комплексы КПД-3 (производство «Электромеханика», Пенза) и САУТ.

## Тяговые плечи
С момента создания депо в 1871 году оно обслуживало грузовые и пассажирские перевозки на тяговом плече до станции Аткарск (Тамбово-Саратовская железная дорога), где поезда передавались под управление паровозов паровозного депо Аткарск. Долгое время депо обслуживало только это плечо, а также обеспечивало перевозки по городским линиям Рязано-Уральской железной дороги, находящимся внутри городской черты Саратова. Постройка заволжских линий Рязано-Уральской дороги работы в целом прибавила не сильно, так как вагоны доставлялись лишь до переправы, погружались на паром и перевозились на другой берег Волги, где грузы перегружали в вагоны с колеёй соответствующей ширине колеи Заволжских линий — 1000 мм.
В 1907 году перешивка линии Покровск — Красный Кут на нормальную колею была завершена, а в 1935 году вступил в строй Саратовский железнодорожный мост. К тому времени паровозный парк пополнился более совершенными локомотивами. Паровозы депо Саратов стали водить пассажирские поезда до станции Ртищево (далее принимало эстафету депо Ртищево), до станции Ершов и до станции Красный Кут.
В 1943 году пошли воинские поезда по Волжской рокаде, уже тогда депо Саратов участвовало в перевозках воинских грузов по новой линии от станции Сенная до станции Карамыш. С удалением фронта линия была передана в эксплуатации Рязано-Уральской железной дороге. Перевозки на этой линии на паровозной тяге давались тяжело, ввиду тяжелого профиля и плана пути. На линии имелись несколько затяжных подъёмов, в том числе два подъёма на перегонах Багаевка — Буркин и Сухой Карабулак — Елховка, которые и в наши дни требуют использования кратной тяги (используется толкач).
С переходом на тепловозную тягу плечи обслуживания несколько изменились: пассажирские поезда вели тепловозы депо Саратов до станции Петров Вал, передавая их там тепловозам ТЧ Волгоград, а грузовые поезда долгое время меняли локомотив (на локомотив ТЧ Петров Вал) на станции Карамыш. В 1990-е годы тепловозы ТЧ Петров Вал и ТЧ Саратов в грузовом движении работали на этом направлении накладными плечами (то есть Саратовские и Петров-Вальские тепловозы ездили по одному и тому же участку дороги). Сейчас на направлении Сызрань — Волгоград — Котельниково — Сальск работают электровозы ЭП1 и ЭП1М. Благодаря тому, что электровозы гораздо надёжнее паровозов и тепловозов и не требуют частой экипировки (кроме песка) многие поезда следуют без смены электровоза по большому кольцу от станции Сызрань I до станций Минеральные Воды, Горячий Ключ, Крымская и (для ряда поездов) — Новороссийск Северо-Кавказской железной дороги. Кроме того, электровозы приписанные к депо Саратов, так же иногда ездят по маршруту Мин. Воды/Горячий Ключ/Новороссийск — Рязань-2. Локомотивные бригады обслуживают электровозы на плечах Сызрань — Сенная — Саратов.
Грузовое движение Саратовские электровозы не обслуживают. Грузовое движение на участке Сызрань — Имени Максима Горького и Ртищево — Имени Максима Горького обслуживают электровозы, которые приписаны к депо Петров Вал.
Кроме того, электровозами ЭП1 обслуживается направление на Ртищево. Ранее плечи Саратов — Сенная и Саратов — Ртищево обслуживался электровозами ЧС4 и ЧС4Т.
Тепловозами ТЭП70 и ТЭП70 БС обслуживаются пассажирские перевозки на плечах до станций Верхний Баскунчак, отдельные поезда доходили с саратовскими локомотивами до Астрахани (бригадами депо Верхний Баскунчак), Озинки, Александров Гай, Пугачёв (через Ершов)и так же доезжают до станции Махачкала II — Порт.
Тепловозы ЧМЭ3 выполняют маневровую работу на станциях Саратовского узла и всех станциях Правобережья Саратовского отделения Приволжской железной дороги.
Локомотивы депо Саратов ведут фирменные пассажирские поезда «Саратов».

## Подвижной состав
На 2008 год в приписном парке депо Саратов имелись электровозы ЭП1, тепловозы ЧМЭ3, 2ТЭ116, ТЭП70, ТЭП70БС, ТГМ23В48. К 2021 году приписанные к локомотивному депо серии не изменились.
Ранее в депо были приписаны также тепловозы ТЭ2, ТЭ3, ТЭП10, 2ТЭ10Л, ТЭП60, ЧМЭ2, электровозы ЧС4 и ЧС4т, паровозы М, Э, СО, Л, электросекции СР3.
В 1960-е годы депо Саратов с тяжёлыми поездами на перегоне Илецк — Уральск — Саратов — Мичуринск-Уральский (1143 км) эксплуатировало тепловозы 2ТЭП60. Тепловозы эти эксплуатировались на четырёх тяговых плечах депо примерно до 1995 года, а затем были выведены в запас МПС и постепенно списаны.
У депо стоит паровоз-памятник Э-2432. Этот паровоз, отремонтированный в депо Саратов на первом коммунистическом субботнике, является памятником истории и культуры Российской Федерации.

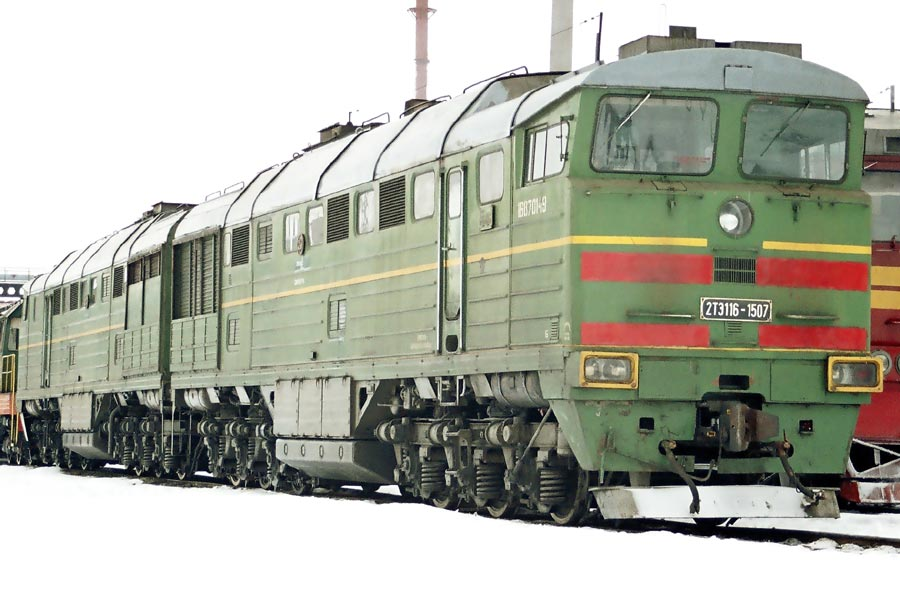
Тепловоз 2ТЭ116
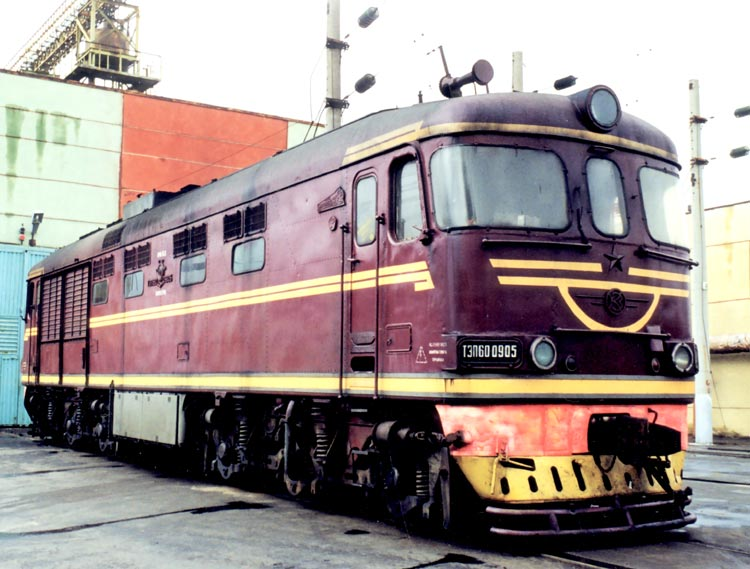
Тепловоз ТЭП60
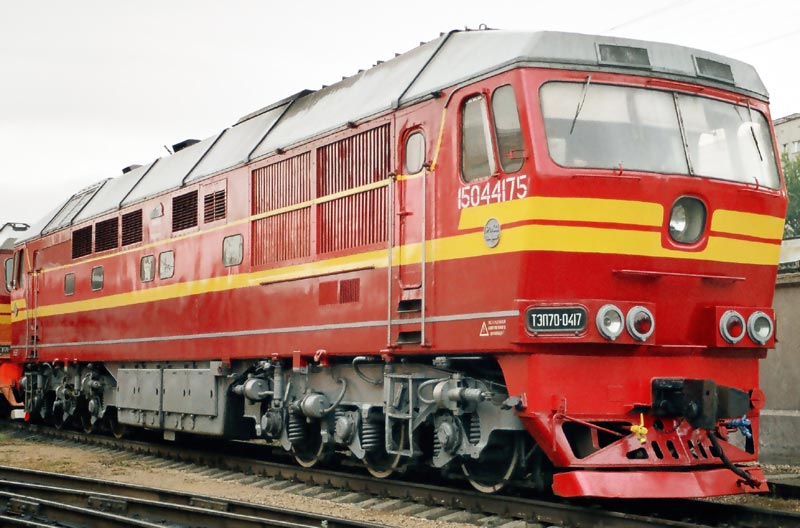
Тепловоз ТЭП70
Электровоз ЧС4
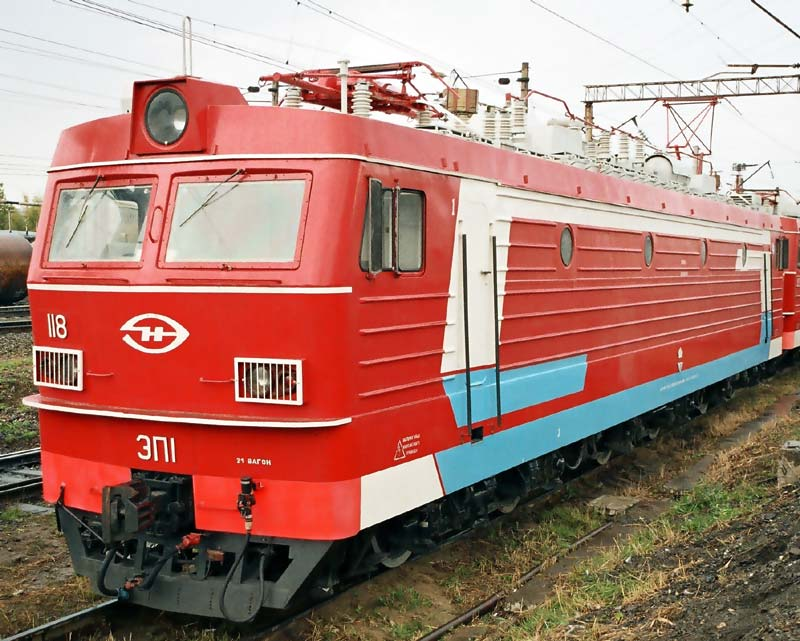
Электровоз ЭП1
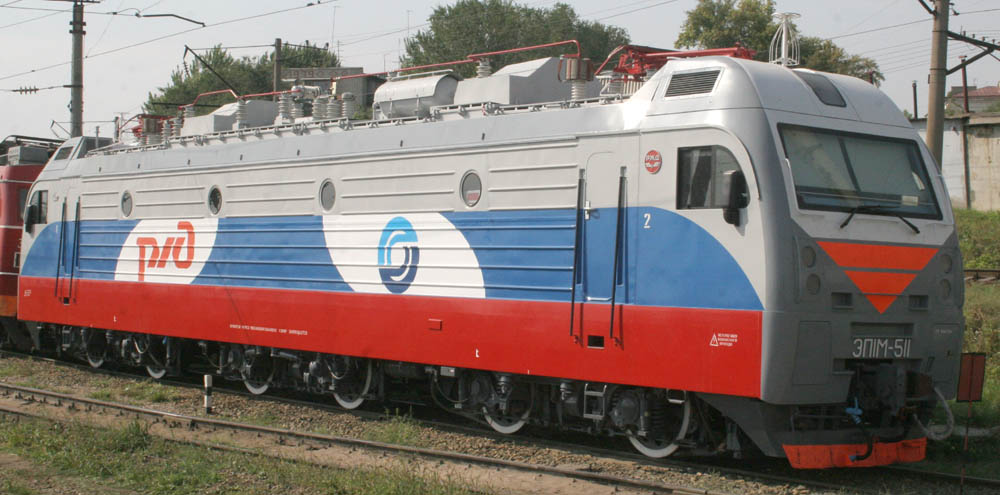
Электровоз ЭП1М

## Фотографии депо

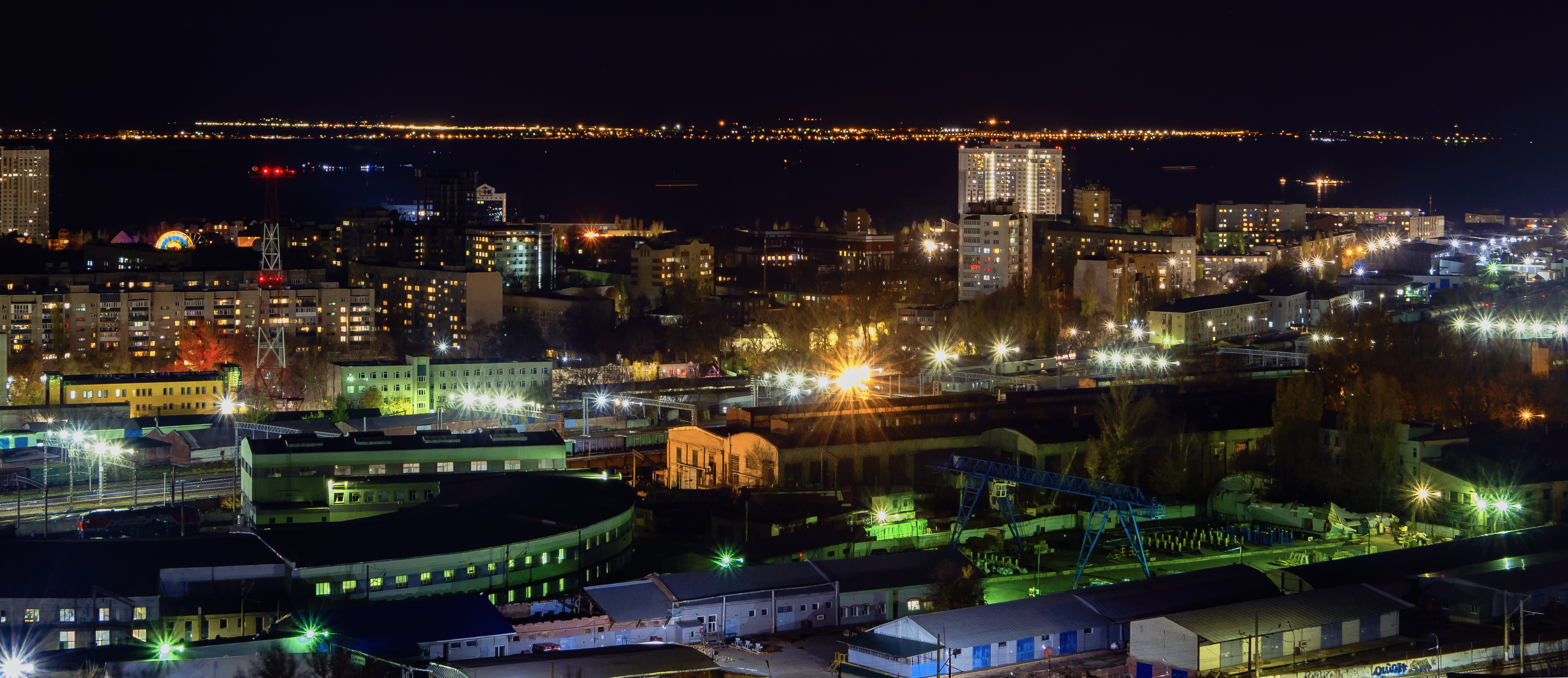
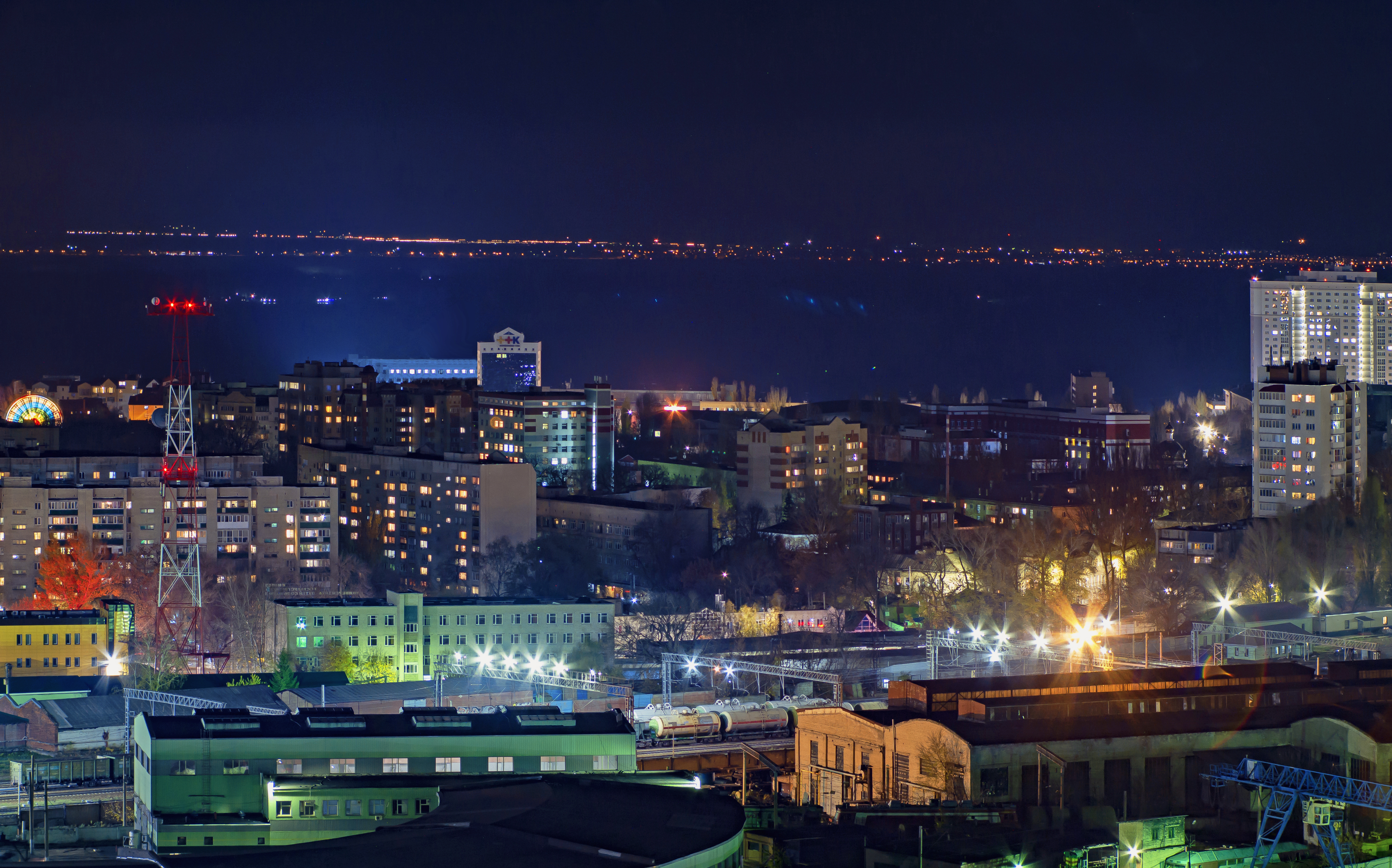

## Знаменитые люди депо
В депо Саратов начинал свой трудовой путь Вячеслав Петрович Егоров — начальник Свердловской железной дороги (1965—1972), Герой Социалистического Труда (1959), Почётный железнодорожник.